# 早川タケジ
早川 タケジ（はやかわ たけじ、1947年6月28日 - ）は、日本の画家、衣裳デザイナー、アートディレクター。東京都出身。

## 経歴
- 本名は、早川武二。
- 『MEN'S CLUB』1966年5月号で一般募集した「第1回男・女ファッションモデル募集」に応募し入選。『MEN'S CLUB』『平凡パンチ』でモデルとして3～4年活動後[2]、絵の勉強を始める。
- セツ・モードセミナー卒業。画家、イラストレーター、デザイナーとしても活動する。
- 1973年の「危険なふたり」の頃から、沢田研二の衣裳デザイン、レコードジャケットのアートディレクションを担当したことで脚光を浴びる[3][4]。
- 1998年、「アートファッション20世紀ファッションイラストの巨匠たち展」で日本人で唯一選出される。
- 芸能人スタイリストの草分けとして、ヴィジュアルな時代を創造した鬼才である。

## 関連書籍
- 『Paradis, Paradis - 早川タケジ作品集』リトルモア（2002年2月）
- 『JULIE by TAKEJI HAYAKAWA – 早川タケジによる沢田研二』SLOGAN（2022年7月）